# Aiguèze
Aiguèze là một xã trong vùng hành chính Occitanie, thuộc tỉnh Gard, quận Nîmes (quận), tổng Pont-Saint-Esprit. Aiguèze nằm trên độ cao trung bình là 88 mét trên mực nước biển, có điểm thấp nhất là 40 mét và điểm cao nhất là 405 mét. Xã có diện tích 20,03 km², dân số vào thời điểm 1999 là 204 người; mật độ dân số là 10 người/km².

## Thông tin nhân khẩu
| 1962 | 1968 | 1975 | 1982 | 1990 | 1999 |
| ---- | ---- | ---- | ---- | ---- | ---- |
| 190  | 206  | 161  | 182  | 215  | 204  |